# Glostrup Idræts Club
Glostrup Idræts Club (som regel forkortet Glostrup IC eller blot GIC) er en idrætsforening i Glostrup med følgende sportsgrene på programmet: atletik, basketball, bordtennis, fodbold, volleyball og handicapidræt. Klubben blev stiftet den 17. april 1918 og har hjemmebane på forskellige idrætsanlæg i Glostrup Kommune.
Foreningen består af følgende selvstændige medlemsklubber:
- Glostrup Idræts Club - Atletik & Motion (stiftet d. 1. april 1922)
- GIC Basketball (stiftet den 28. maj 1974)
- GIC Bordtennis (stiftet i november 1943)
- Glostrup Fodbold Klub - I.F. 32
- GIC Special (stiftet i 1992 under navnet GIC Handicap Idræt)
- GIC Volleyball (stiftet den 28. maj 1979)

Foreningen har tidligere endvidere haft afdelinger for:
- Boksning (optaget den 7. november 1932)
- Gymnastik
- Håndbold

Glostrup Idræts Club ledes af en bestyrelse, der udover en formand, en næstformand og en kasserer består af formændene for de seks medlemsklubber.

## Medlemsklubber

### Bordtennis
Glostrup Idræts Club blev i efteråret 1943 udvidet med en bordtennisafdeling efter man i flere år havde spillet bordtennis i forbindelse med foreningens "pejseaftener", hvor der bl.a. også blev spillet kort, bob og dam. Afdelingens første formand var Richard B. Nielsen, og ledelsen fik hurtigt sat system i træningen, der blev afviklet på to borde i Restaurant Siestas hjørnesal. Klubben deltog med et hold i sjællandsturneringens 2. division, som man vandt og dermed sikrede klubben sig i sin allerførste sæson oprykning til den bedste sjællandske række.
Interessen for bordtennis var stor, og derfor blev træningen i den følgende sæson flyttet til Jernbanehotellets sal, hvor medlemmerne kunne træne på fem borde onsdag aften og søndag formiddag. Foreningen havde ikke mindre end 38 spillere på licens, hvilket var det højeste antal blandt bordtennisklubberne på Sjælland og det sjettehøjeste på landsplan.
I 1946 blev formandsposten overtaget af Svend Erbe, der afløste Richard Nielsen, som havde gjort et stort arbejde for bordtennissporten, ikke kun i GIC, men også for Sjællands Bordtennis Union, hvor han først var sekretær og senere formand.
Fra 1947 fik klubben sine første kvindelige medlemmer. Fra sæsonstarten i 1949 etableres en danmarksturnering i bordtennis for tremandshold, og derfor ændredes den sjællandske holdturnering tilsvarende fra seks- til tremandshold, hvilket betød oprettelse af en mester-, A-, B- og C-række, hvor GIC blev repræsenteret i samtlige rækker. Særligt klubbens damer havde en god sæson med flere placeringer i åbne individuelle turneringer og et sjællandsmesterskab for hold. Kronen på værket var, at Vif Paaschburg blev danmarksmester i damesingle – Glostrup IC's første danmarksmesterskab. At det ikke var nogen tilfældighed slog hun fast ved at forsvare mesterskabet i 1951, mens hun i 1952 vandt DM-sølv.
I 1950 flyttede klubtræningen fra Jerbanehotellet til Røde Vejrmølle Kro, og den blev udvidet til at omfatte ugens fire første dage, og på trods at de lidt kolde og ikke særligt velegnede lokaler, forblev tilslutningen stor. Herreholdet bestående af Jens Pedersen, Kurt Christiansen og Mogens Petersen vandt den sjællandske mesterrække og rykkede derfor op i danmarksturneringens nyoprettede 2. division, mens drengeholdet med Alex Knudsen samt Niels og Henrik Viltoft blev både sjællands- og provinsmestre.
I september 1952 fik klubben nye træningslokaler i kælderen under den nyopførte kommuneskole Nordvangskolen, hvor klubben ifølge flere bordtennisledere og -spillere fik "Danmarks bedste bordtennislokale", og de forbedrede forhold resulterede i en meget stor tilgang. Da ledelsen samtidig gjorde en ekstra indsats for instruktion og træning, blev GIC de næste 10-15 år den dominerede klub på Sjælland med hensyn til ungdomshold, både kvantitativt og kvalitativt. I denne periode hentede klubben et utal af sjællands- og provinsmesterskaber, både individuelt og for hold, som i perioden 1958-68 blev krydret med seks hele og otte halve individuelle danmarksmesterskaber i ungdomsrækkerne. Flere af titlerne blev vundet af Claus Biehl og Morten Rud Pedersen, der senere markerede sig som klubbens stærkeste spillere gennem tiden. I sæsonen 1965-66 var de to juniorspillere med på klubbens førstehold, der for første gang sikrede sig oprykning til landets fornemste række, 1. division.
Morten Rud Pedersen var i 1965 med til junior-EM i Prag, hvor han i holdturneringen bl.a. tabte med 19-21 i afgørende sæt til den senere så kendte franske boldkunstner og entertainer Jacques Secrétin, som i 1976 blev europamester. Claus Biehl, der er få år yngre end Pedersen, deltog ved ungdoms-EM i 1968 i Leningrad, hvor han stillede op som dansk juniormester i både single og double. Ved dette mesterskab besejrede han bl.a. den senere verdensmester István Jónyer fra Ungarn, hvilket han selv betegnede som sin største bordtennisoplevelse nogensinde. Senere samme år vandt han på en træningslejr over svenskeren Stellan Bengtsson, der tre år senere blev verdensmester. Claus Biehl opnåede som den eneste GIC-spiller at spille på herrelandsholdet – tre kampe – og deltog endvidere ved VM i 1973 i Sarajevo.
Claus Biehl og Morten Rud Pedersen var i mange år rygraden på førsteholdet, som med skiftende tredjemænd i 11 sæsoner i træk fra 1966 til 1977 stædigt holdt fast i en plads i landets bedste række, 1. division. I sæsonen 1969-70 var holdets tredjemand Svenning Jørgensen, der i 1966 og 1967 var blevet drengedanmarksmester i herredouble. Holdet opnåede i den sæson en andenplads i 1. division (og dermed DM-sølvmedaljer), hvilket var klubbens bedste resultat nogensinde. I de øvrige ti sæsoner i 1. division opnåede holdet bl.a. tre fjerde- og tre femtepladser som de bedste placeringer i den otte hold store række. Derefter fulgte seks sæsoner for holdet i 2. eller 3. division, inden holdet i sæsonen 1983-84 fik en sidste sæson i 1. division. Fem år senere rykkede holdet ud af 3. division efter nedrykningskampe, og siden da har holdet ikke været tilbage i divisionerne.
I sæsonen 1979-80 blev klubbens drengehold danmarksmestre i sin første sæson i Drengedivisionen, og i 1983 blev den senere så kendte fodboldspiller Ronnie Ekelund sjællandsmester for puslinge.
Fra 1988 til 91 var Glostrup IC Bordtennis i fire år i træk arrangør af elitestævnet Transalpino Cup, hvor hele den danske elite samt nogle af de næstbedste svenskere deltog.
I 1991 vandt klubbens old boys-hold DM-sølvmedaljer.

#### Ledere
| Formænd for GIC Bordtennis | Formænd for GIC Bordtennis |
| Periode                    | Formand                    |
| -------------------------- | -------------------------- |
| 1943-1946                  | Richard B. Nielsen         |
| 1946-1949                  | Svend Erbe                 |
| 1949-1958                  | Jens Pedersen              |
| 1958-?                     | Otto Olsen                 |
| ?-?                        | Erik Hansen                |
| ?-?                        | Finn Westtoft              |
| ?-1967                     | Jørgen Christensen         |
| 1967-1968                  | Ib Andersen                |
| 1968-1972                  | Henrik Rud Pedersen        |
| 1972-1979                  | Torben Snowman             |
| 1979-1981                  | Flemming Kjærgaard         |
| 1981-1985                  | Kim Johnsen                |
| 1985-1992                  | Ole Juelstorp              |
| 1992-?                     | Kurt Johansen              |
| ?-?                        | Kim Bruun Pedersen         |

Glostrup IC Bordtennis har igennem tiden været leverandør af flere ledere til dansk bordtennis. I perioden 1945-47 var GIC Bordtennis' første formand, Richard B. Nielsen, formand for Sjællands Bordtennis Union. I 1984 blev klubbens kasserer og tidligere formand, Torben Snowman, ansat som generalsekretær i Dansk Bordtennis Union. Og i 1978 blev Flemming Kjærgaard ansat som landstræner for drengelandsholdet.
I 1970 modtog klubbens formand, Henrik Rud Pedersen, SBTU's lederpokal, og samme hæder gik til Flemming Kjærgaard i 1979.

#### Danmarksturneringen[4]
Klubbens bedste herrehold har i perioden siden oprettelsen af Danmarksturneringen i bordtennis i 1949 spillet 12 sæsoner i 1. division i den periode, hvor 1. division var den bedste række, heraf 11 sæsoner i træk i perioden 1966-1977 samt en enkelt i 1983-1984. Holdets bedste resultat blev opnået i sæsonen 1969-70, hvor holdet vandt DM-sølv. Hertil kommer 17 sæsoner i 2. division, 16 sæsoner i 3. division samt 8 sæsoner i Danmarksserien.
En overgang havde GIC endda to divisionshold i herrernes Danmarksturnering, eftersom klubbens andetholdet fra midt i 1970'erne til 1980 samt 1982-85 spillede i 3. division. Og så havde tredjeholdet endda også nogle sæsoner i Danmarksserien, bl.a. i perioden 1976-78, således at klubben i de år havde hold i tre af landets fire bedste rækker.
| Sæson   | Niveau | Række                | Plac. | Kampe | Score     | Point | Kommentar                    | Ref.          |
| ------- | ------ | -------------------- | ----- | ----- | --------- | ----- | ---------------------------- | ------------- |
| 1964-65 | 2      | 2. division          | 5/13  | 12    | 73-47     | 16    |                              | [ 5 ]         |
| 1965-66 | 2      | 2. division          | 1/8   | 14    | 103-371   | 24    | Oprykning til 1. division    | [ 6 ]         |
| 1966-67 | 1      | 1. division          | 4/8   | 14    | 69-71     | 12    |                              | [ 7 ]         |
| 1967-68 | 1      | 1. division          | 6/8   | 14    | 56-84     | 7     |                              | [ 8 ]         |
| 1968-69 | 1      | 1. division          | 4/8   | 14    | 74-66     | 17    |                              | [ 9 ]         |
| 1969-70 | 1      | 1. division          | 2/8   | 14    | 71-69     | 21    | Sølv (1. DM-medalje)         | [ 10 ]        |
| 1970-71 | 1      | 1. division          | 7/8   | 14    | 64-74     | 8     |                              | [ 11 ]        |
| 1971-72 | 1      | 1. division          | 4/8   | 14    | 73-67     | 15    |                              | [ 12 ]        |
| 1972-73 | 1      | 1. division          | 5/8   | 14    | 67-73     | 14    |                              | [ 13 ]        |
| 1973-74 | 1      | 1. division          | 5/8   | 14    | 73-77     | 15    |                              | [ 14 ]        |
| 1974-75 | 1      | 1. division          | 5/8   | 14    | 74-66     | 15    |                              | [ 15 ]        |
| 1975-76 | 1      | 1. division          | 6/8   | 14    | 59-81     | 11    |                              | [ 16 ]        |
| 1976-77 | 1      | 1. division          | 8/8   | 14    | 49-91     | 6     | Nedrykning til 2. division   | [ 17 ]        |
| 1977-78 | 2      | 2. division          | 2/8   | 14    | 87-53     | 19    |                              | [ 18 ]        |
| 1978-79 | 2      | 2. division          | 5/8   | 14    | 72-68     | 13    |                              | [ 19 ]        |
| 1979-80 | 2      | 2. division          | 7/8   | 14    | 59-81     | 7     | Nedrykning til 3. division   | [ 2 ]         |
| 1980-81 | 3      | 3. division vest     | /8    |       |           |       |                              |               |
| 1981-82 | 3      | 3. division øst      | 1/8   | 14    | 104-361   | 27    | Oprykning til 2. division    | [ 20 ]        |
| 1982-83 | 2      | 2. division øst      | 1/8   | 14    | 137-671   | 25    | Oprykning til 1. division    | [ 21 ]        |
| 1983-84 | 1      | 1. division          | 8/8   | 14    | 159-130   | 4     | Nedrykning til 2. division   | [ 22 ] [ 23 ] |
| 1984-85 | 2      | 2. division øst      | /8    |       |           |       |                              |               |
| 1985-86 | 2      | 2. division øst      | 7/8   | 14    | 1172-1170 | 8     | Nedrykning til 3. division   | [ 24 ]        |
| 1986-87 | 3      | 3. division, kreds 1 | 1/8   | 14    | 132-581   | 25    | Oprykning til 2. division    | [ 25 ]        |
| 1987-88 | 2      | 2. division øst      | 6/8   | 14    | 184-125   | 9     |                              | [ 26 ]        |
| 1987-88 | 2-3    | Nedrykningsspil      |       |       |           |       | Nedykning til 3. division    |               |
| 1988-89 | 3      | 3. division, kreds 3 | 6/8   | 14    | 189-129   | 9     |                              | [ 27 ]        |
| 1988-89 | 3-4    | Nedrykningsspil      | /4    |       |           |       | Nedykning til Danmarksserien | [ 28 ]        |

GIC's bedste damehold var knap så succesrigt, men opnåede trods alt fem sæsoner i 1. division,
| Sæson   | Række       | Plac. | Kampe | Score | Point | Kommentar       | Ref.  |
| ------- | ----------- | ----- | ----- | ----- | ----- | --------------- | ----- |
| 1964-65 | 1. division | -/8   | -     | -     | -     | Holdet trukket. | [ 5 ] |

Klubbens herrejuniorhold spillede endvidere 10 sæsoner i herrejuniordivisionen, hvor man som bedste resultat én gang opnåede DM-sølv. Endelig er klubbens bedste drengehold én gang blevet danmarksmestre, hvilket skete i 1980 med et hold bestående af Thomas Ellegård, Jens Enemark, Henrik Lystrup og Lars Hansen.

#### Danmarksmesterskaber
Følgende GIC-spillere har vundet individuelle danmarksmesterskaber i bordtennis.
| År   | Række            | Kategori     | Spillere                                                          | Ref.   |
| ---- | ---------------- | ------------ | ----------------------------------------------------------------- | ------ |
| 1950 | Senior           | Damesingle   | Vif Paaschburg                                                    | [ 30 ] |
| 1951 | Senior           | Damesingle   | Vif Paaschburg                                                    | [ 30 ] |
| 1953 | Old boys, 35+ år | Herresingle  | Vilhelm Lückow                                                    | [ 31 ] |
| 1958 | Drenge           | Herresingle  | Ole Hückelkamp                                                    | [ 32 ] |
| 1960 | Junior           | Damedouble   | Inge Woidemann og Birthe Svenningsen                              | [ 33 ] |
| 1961 | Drenge           | Herresingle  | Morten Rud Pedersen                                               | [ 32 ] |
| 1961 | Drenge           | Herredouble  | Morten Rud Pedersen (med Niels Ramberg (Lyngby) som makker)       | [ 34 ] |
| 1961 | Junior           | Damedouble   | Ellinor Johansen (med Birgit Eggertsen (Bjæverskov) som makker)   | [ 33 ] |
| 1962 | Junior           | Damedouble   | Ellinor Johansen (med Birgit Eggertsen (Bjæverskov) som makker)   | [ 33 ] |
| 1963 | Drenge           | Herresingle  | Claus Biehl                                                       | [ 32 ] |
| 1965 | Junior           | Herredouble  | Claus Biehl og Morten Rud Pedersen                                | [ 35 ] |
| 1966 | Junior           | Mixed double | Claus Biehl (med Britta Christensen (Virum-Sorgenfri) som makker) | [ 36 ] |
| 1966 | Drenge           | Herredouble  | Svenning Jørgensen (med Steen Kyst (Brønshøj) som makker)         | [ 34 ] |
| 1967 | Junior           | Mixed double | Claus Biehl (med Britta Christensen (Virum-Sorgenfri) som makker) | [ 36 ] |
| 1967 | Drenge           | Herredouble  | Svenning Jørgensen (med Steen Kyst (Brønshøj) som makker)         | [ 34 ] |
| 1968 | Junior           | Herresingle  | Claus Biehl                                                       | [ 37 ] |
| 1968 | Junior           | Herredouble  | Claus Biehl (med Knud Pedersen (Virum-Sorgenfri) som makker)      | [ 35 ] |
| 1985 | Old boys, 65+ år | Herredouble  | Edmund Andersen (med Axel Bruun (MK 31) som makker)               | [ 38 ] |

#### Provinsmesterskaber
Følgende GIC-spillere har vundet individuelle provinsmesterskaber i bordtennis.
| År   | Række | Kategori | Spillere | Ref. |
| ---- | ----- | -------- | -------- | ---- |
| [[]] |       | [[]]     | [[]]     |      |

#### Sjællandsmesterskaber
Følgende GIC-spillere har vundet individuelle sjællandsmesterskaber i bordtennis.
| År   | Række | Kategori | Spillere | Ref. |
| ---- | ----- | -------- | -------- | ---- |
| [[]] |       | [[]]     | [[]]     |      |

### Fodbold
I 2001 indgik GIC's fodboldafdeling en overbygningsaftale med Hvissinge FC og I.F. 32 Fodbold, og i 2003 fusionerede de tre klubber til Glostrup Fodbold Klub - I.F. 32